# تام استایر
تام استیر (انگلیسی: Tom Steyer؛ زادهٔ ۲۷ ژوئن ۱۹۵۷) میلیاردر مدیر صندوق پوشش ریسک، خیر، طرفدار محیط زیست، فعال لیبرال و جمع‌آوری کننده کمک مالی آمریکایی است. او از نامزدهای رقابت‌های مقدماتی ریاست جمهوری سال ۲۰۲۰ حزب دمکرات است.
استایر مؤسس و شریک مدیریتی ارشد سابق فرلن کپیتال و از مؤسسین بانک وانکلیفرنیا است که بعدها از طریق ادغام تبدیل به بانک ایالتی بنفیشال از بانک‌های توسعه ای مستقر در اوکلند شد. فرلن کپیتال ۲۰ میلیارد دلار سرمایه را برای نهادها و افراد دارای ثروت بالا مدیریت می‌کند. استایر از ۲۰۰۷ تا ۲۰۱۷ از اعضای هیئت امنای دانشگاه استنفورد بود.